# Синельниково
Сине́льниково (укр. Сине́льникове) — город в Днепропетровской области Украины. Административный центр Синельниковского района. До 2020 года был городом областного подчинения.
Находится в центральной части области на расстоянии 48 км на юго-восток от города Днепр.

## Население
По состоянию на конец 2024 года численность населения составляла 27 259 человек.
По данным переписи 2001 года, украинцы составляли 84,49 % населения города, русские — 12,52 %.

### Языковой состав
Родной язык населения по данным переписи 2001 года:
| Язык       | Численность, чел. | Доля     |
| ---------- | ----------------- | -------- |
| Украинский | 25 172            | 77,95 %  |
| Русский    | 6 532             | 20,23 %  |
| Другое     | 588               | 1,82 %   |
| Итого      | 32 292            | 100,00 % |

По данным Государственной службы статистики Украины в 2024/25 учебном году все 304 080 учащихся в учреждениях общего среднего образования в Днепропетровской области обучались в украиноязычных классах.

## История

### 1860—1917

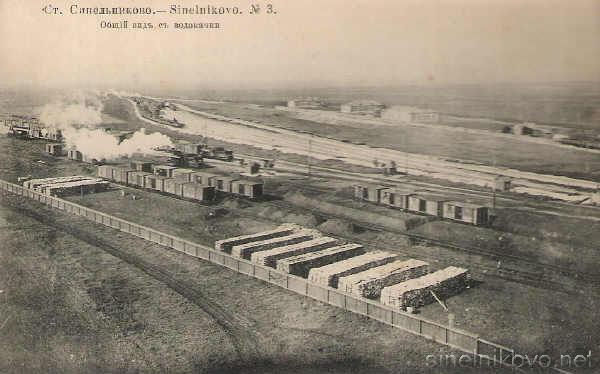
Вид на Синельниково (кон. XIX-нач. ХХ ст.)

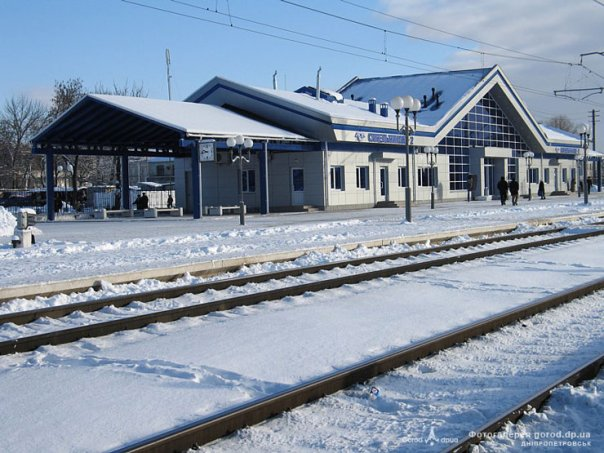
Станция Синельниково-2

В 1860 году на нынешней северной окраине города возникло менонитское поселение Эйгенфельд (Eigenfeld). Колонисты поставляли продукты питания в Екатеринослав, который развивался быстрыми темпами, а ремесленники сбывали свои изделия в колониях и городе. Население Эйгенфельда составило 576 человек. В середине 1930-х годов значительная часть меннонитов была депортирована в Сибирь, Казахстан, Урал. После депортации меннонитов появилось село Веселое.
2 марта 1868 года инженер путей сообщения М. Рижусников доложил о готовности проекта станции Синельниково Лозовско-Севастопольской железной дороги, а 3 августа этого же года началась реализация этого проекта. Название станция получила от имени владельца земли генерала И. М. Синельникова. С 1873 года поселение становится значимым железнодорожным узлом юга Российской империи. Появление железной дороги создало предпосылки для зарождения в Синельниково промышленности, что и произошло в конце XIX века. В 1895 году завершилось строительство паровозного депо и вагоноремонтных мастерских, позже здесь начали работу маслобойни и мельницы.
В 1899 году на станции Синельниково была основана Николаевская церковь.
В 1900 году Синельниково являлось селом Павлоградского уезда Екатеринославской губернии, численность населения составляла 1500 человек, здесь действовали почтово-телеграфная станция, частный пороховой завод и 18 иных промышленных и торговых заведений.

### 1917—1991
21 декабря 1917 [3 января 1918] прибывший по железной дороге из Павлограда сводный отряд Красной гвардии занял Синельниково, в городе была установлена Советская власть. В дальнейшем, в ходе гражданской войны город несколько раз находился в зоне боевых действий.
В 1921 году Синельниково стало центром Синельниковского уезда Екатеринославской губернии, а в 1923 году — центром Синельниковского района.
В 1938 году Синельниково получило статус города районного подчинения.
По приказу командарма-12, отошедший от Запорожья 95-й Надворнянский пограничный отряд войск НКВД СССР вечером 1 октября 1941 года начал возводить вокруг Синельниково (у железнодорожной ветки и шоссе, ведущих в Днепропетровск и Ново-Московск) оборонительные рубежи, а у села Цыгановщина, расположенного в семи километрах юго-восточнее, — тыловой район. Под штаб пограничного отряда было выбрано здание городской школы. Было приказано совместно с придаваемыми в качестве усиления 15-й отдельной танковой бригадой и артиллерийской батареей приступить к организации обороны. Отряд вёл бои, причём даже тогда, когда оказался в окружении. Но по приказу, в целях сохранения живой силы и материальных средств, оставил занимаемый рубеж 5 октября. В других источниках указано, что 2 октября 1941 года город был оккупирован немецкими войсками. Почти 4 тысячи синельниковцев воевали на фронтах Великой Отечественной войны, в самом городе действовало подполье. Более 2500 человек были награждены орденами и медалями за участие в борьбе против немецко-фашистских захватчиков. Четверо из них, подполковник Я. Т. Никоненко, гвардии капитан Д. Ф. Бараболкин, старшина И. П. Щабельский, старшина И. Ф. Трушев удостоены звания Героя Советского Союза.
21 сентября 1943 года войска 25-й гвардейской стрелковой дивизии (полковник К. В. Билютин) 26-го гв. ск (генерал-майор Фирсов, Павел Андреевич) 6-й армии, 333-й стрелковой дивизии (генерал-майор Голоско, Анисим Михайлович) 66-го ск (генерал-майор Д. А. Куприянов) 12-й армии, части войск 288-й истребительной авиадивизии (полковник Б. А. Смирнов) 1-го смешанного авиакорпуса (генерал-майор авиации Шевченко, Владимир Илларионович) 17-й воздушной армии Южного фронта в ходе Донбасской операции освободили город от германских войск. За бои по освобождению города приказом Верховного Главнокомандующего И. В. Сталина 25-я гвардейская и 333-я стрелковые дивизии, отличившиеся в боях за освобождение города Синельниково, получили название «Синельниковские».
В 1956 году здесь действовали предприятия по обслуживанию ж.-д. транспорта, металлообрабатывающий завод им. Коминтерна, кирпичный завод, швейная фабрика, шесть средних школ, библиотека, зимний кинотеатр, летний кинотеатр и два парка.
В 1975 году численность населения составляла 32,7 тыс. человек, здесь действовали предприятия ж.-д. транспорта, рессорный завод, завод железобетонных конструкций, фарфоровый завод, металлохозяйственный завод, завод продовольственных товаров, консервный завод, молокозавод, хлебный завод, комбикормовый завод и швейная фабрика.
В декабре 1979 года Синельниково был присвоен статус города областного подчинения.
В 1983 году в городе была открыта детско-юношеская спортивная школа.
В январе 1989 года численность населения составляла 37 807 человек, основой экономики в это время являлись фарфоровый завод, производство стройматериалов и пищевая промышленность.

### После 1991
В мае 1995 года Кабинет министров Украины утвердил решение о приватизации находившихся в городе рессорного завода им. Коминтерна, АТП-11215, заводоуправления строительных материалов, райсельхозтехники, райсельхозхимии, птицефабрики, в июле 1995 года было утверждено решение о приватизации совхоза и хлебозавода.
В 1997 году находившийся в городе Синельниковский вечерний машиностроительный техникум был ликвидирован.
В 2005 году хозяйственный суд Днепропетровской области возбудил дело о банкротстве городского хлебозавода.
В 2008 году был открыт городской музей.
Во время вторжения России на Украину в 2022 город неоднократно подвергался ракетным обстрелам, имели место разрушения объектов инфраструктуры. Город также активно участвует в приеме беженцев и переселенцев.
20 марта 2024 года Верховная Рада Украины поддержала переименование Синельниково в город Роднополье. Решение теперь должна утвердить сама Верховная Рада.

## Современное состояние
В городе 30 кварталов, 142 улицы и 20 переулков. День города празднуют 21 сентября.

## Экономика
Предприятия железнодорожного транспорта. Компания Синтиз (выпускает керамический кирпич и теплоизоляцию), предприятие ООО «Фактор». ООО «Атлантис» (занимается производством вин под торговой маркой «Золотая амфора» и водки «Украинка»). Завод по производству поролона. Синельниковская птицефабрика имеет сеть магазинов в Днепропетровской области.

## Транспорт
Синельниково — крупный железнодорожный узел на пересечении железнодорожных магистралей Донбасс — Криворожье и Москва — Симферополь.
В 15 км от города проходит автострада Москва — Симферополь, а на северной окраине — Днепр — Мелитополь

## Образование и культура
В городе действуют семь общеобразовательных школ, 12 дошкольных учебных учреждений, центр детского творчества, детско-юношеская спортивная школа (ДЮСШ), детская библиотека, школа культуры и искусств, Дом культуры «Родина», а также Дом науки и техники локомотивного депо.
Действуют 9 спортивных клубов и организаций.
В 2008 году в городе была создана футбольная команда «Днепрагро», которая участвует в чемпионате Днепропетровской области.
В ДЮСШ функционируют отделения легкой атлетики и отделения футбола.